# F軌域

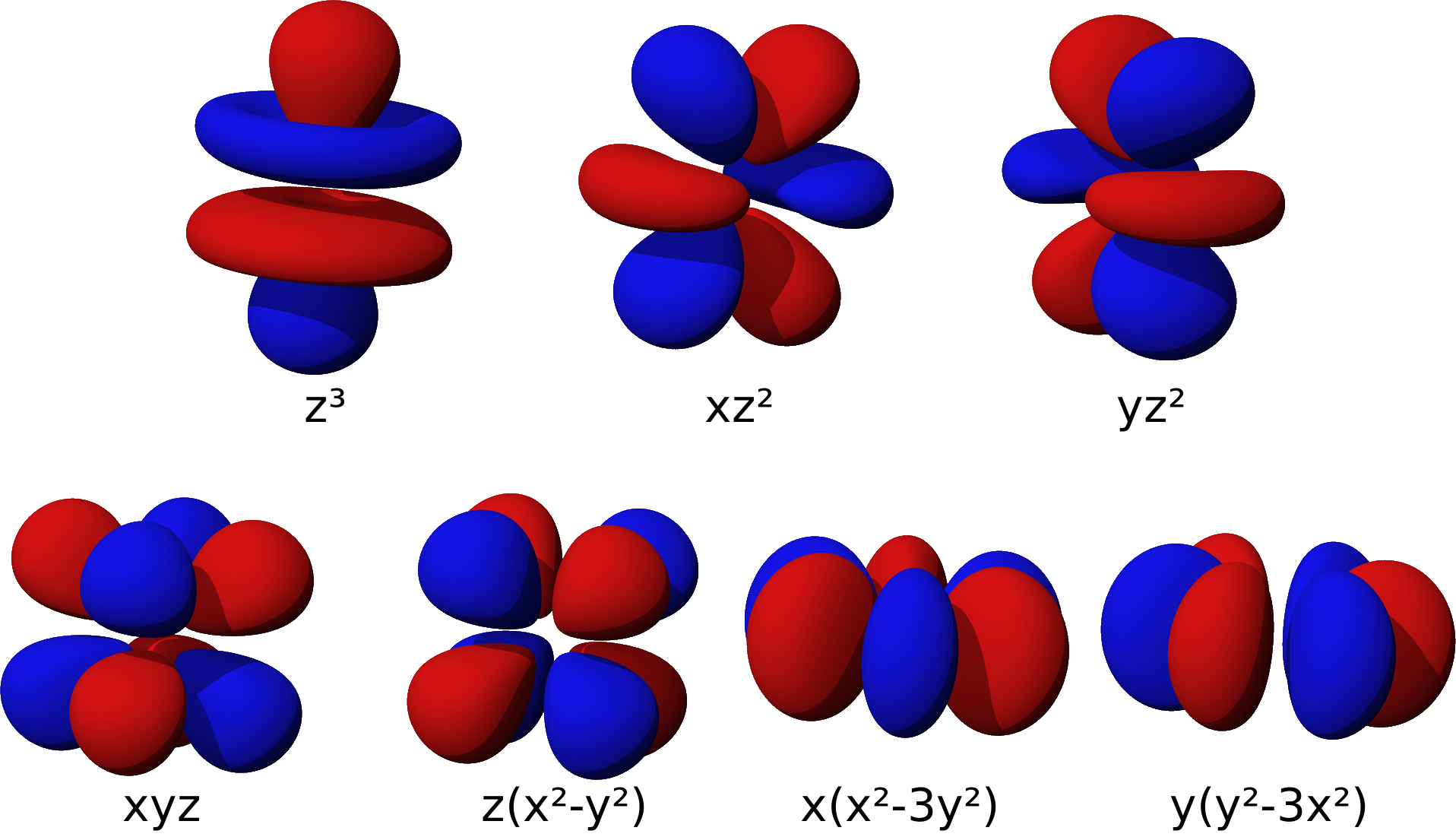
4f軌域的立體模型

在化學與原子物理學中，f軌域（英語：f orbital）是一種原子軌域，其角量子數為3，其磁量子數可以為0、±1、±2、±3，且每個殼層裡中有七個f軌域，fz3、fxz2、fyz2、fxyz、fz(x2-y2)、fx(x2-3y2)、fy(3x2-y2)，有三種形狀，且方向不同，每個可以容納2個電子，因此，f軌域共可以容納14個電子。
f軌域是錒系元素和鑭系元素的價軌域，較不常見，只從第6周期開始出現，由於能階交錯，第六週期s軌域填滿後就直接先填f軌域了。

## 命名
f軌域的 f 是指 fundamental ，其為「基系光譜」之意

## 結構

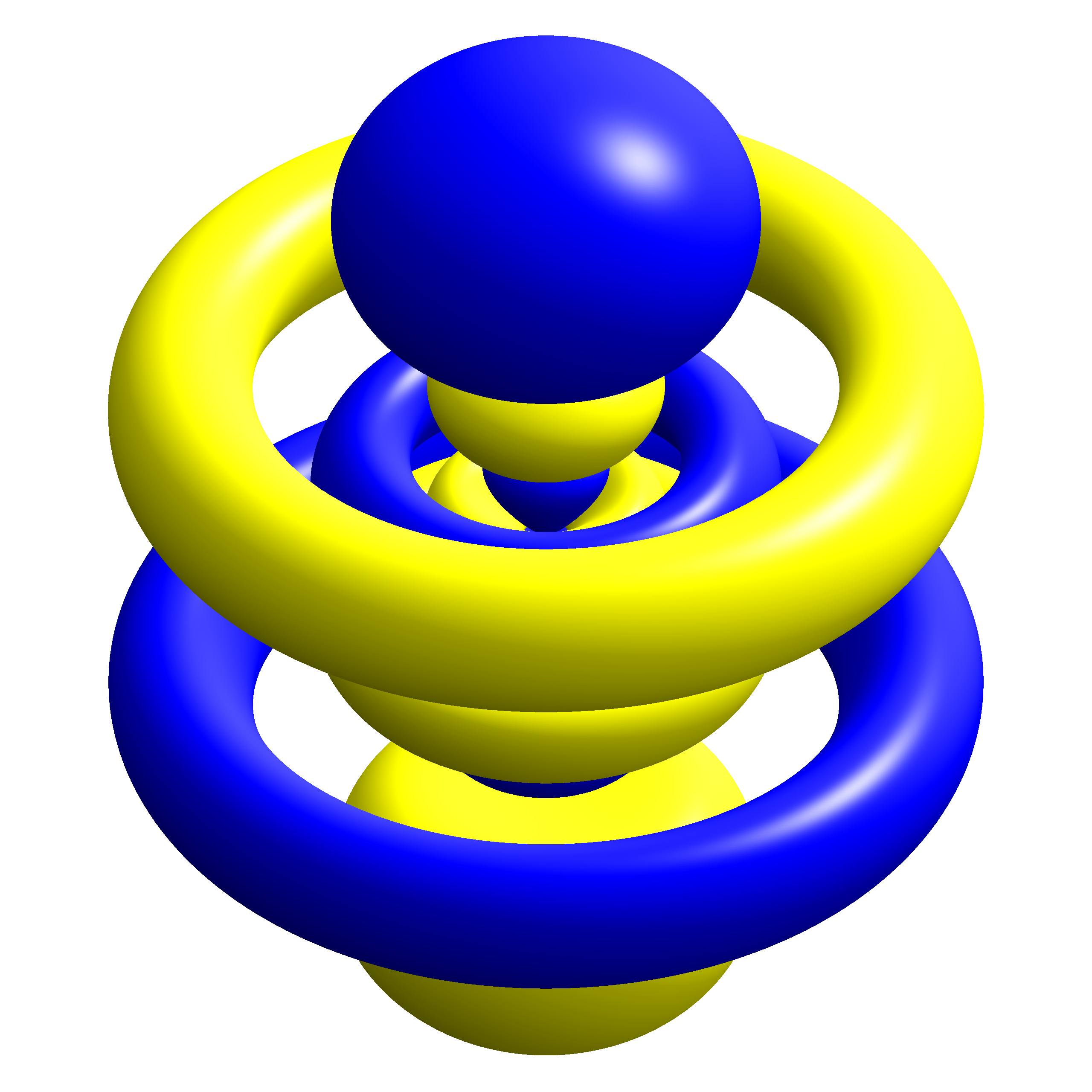
f軌域同樣存在波節，藍色和黃色間空隙即為波節。

f軌域從主量子數n=4時開始出現，由於主量子數不能小於4，因此最小的f軌域是4f軌域，且不存在1f、2f和3f軌域。當角量子數=4時，對應於7個磁量子數：3、2、1、0、-1、-2、-3。每個殼層皆有7個f軌域，分別為fz3、fxz2、fyz2、fxyz、fz(x2-y2)、fx(x2-3y2)、fy(3x2-y2)，有三種形狀，其中磁量子數m = ±1或±3時（fxz2、fyz2、fx(x2-3y2)、fy(3x2-y2)）形狀相同但方向不同為豆子形；磁量子數m = ±2時（fxyz、fz(x2-y2)）形狀相同但方向不同，為八啞鈴形；而磁量子數m = 0時，fz3軌域是七個f軌域中形狀較特別的一個，類似於d軌域的dz2，但多了一個環。

## 電子波
七個f軌域的角量子數ℓ皆為3。f軌域的三次諧波經常表示為：
{\displaystyle \psi _{n3c}(\mathbf {r} )=R_{n3}(r)X_{3c}(\mathbf {r} )}
的f軌道角部分的三次諧波為{\displaystyle X_{3c}(\mathbf {r} )}。在許多情況下，球狀諧波選擇不同的線性組合構建三次f軌域的基組。
{\displaystyle f_{z^{3}}=N_{3}^{c}{\frac {z(2z^{2}-3x^{2}-3y^{2})}{2r^{3}{\sqrt {15}}}}=Y_{3}^{0}}
{\displaystyle f_{xz^{2}}=N_{3}^{c}{\frac {x(4z^{2}-x^{2}-y^{2})}{2r^{3}{\sqrt {5}}}}={\frac {1}{\sqrt {2}}}\left(Y_{3}^{1}-Y_{3}^{-1}\right)}
{\displaystyle f_{yz^{2}}=N_{3}^{c}{\frac {y(4z^{2}-x^{2}-y^{2})}{r^{3}{\sqrt {5}}}}={\frac {1}{i{\sqrt {2}}}}\left(Y_{3}^{1}+Y_{3}^{-1}\right)}
{\displaystyle f_{xyz}=N_{3}^{c}{\frac {xyz}{r^{3}}}={\frac {1}{i{\sqrt {2}}}}\left(Y_{3}^{2}-Y_{3}^{-2}\right)}
{\displaystyle f_{z(x^{2}-y^{2})}=N_{3}^{c}{\frac {z\left(x^{2}-y^{2}\right)}{2r^{3}}}={\frac {1}{\sqrt {2}}}\left(Y_{3}^{2}+Y_{3}^{-2}\right)}
{\displaystyle f_{x(x^{2}-3y^{2})}=N_{3}^{c}{\frac {x\left(x^{2}-3y^{2}\right)}{2r^{3}{\sqrt {3}}}}={\frac {1}{\sqrt {2}}}\left(Y_{3}^{3}-Y_{3}^{-3}\right)}
{\displaystyle f_{y(3x^{2}-y^{2})}=N_{3}^{c}{\frac {y\left(3x^{2}-y^{2}\right)}{2r^{3}{\sqrt {3}}}}={\frac {1}{i{\sqrt {2}}}}\left(Y_{3}^{3}+Y_{3}^{-3}\right)}
與
{\displaystyle N_{3}^{c}=\left({\frac {105}{4\pi }}\right)^{1/2}}
| fz3 | fxz2 | fyz2 | fxyz | fz(x2-y2) | fx(x2-3y2) | fy(3x2-y2) |
| --- | ---- | ---- | ---- | --------- | ---------- | ---------- |
|     |      |      |      |           |            |            |

## f軌域
由於d軌域與f軌域的能量非常接近，因此有時會有f軌域還沒填滿但先填入了d軌域的情形，例如釷會先在d軌域中填2顆電子再繼續填f軌域。

## f區元素
f區元素是指元素週期表中的鑭系元素和錒系元素（鎦和鐒除外）。這些元素其新增加的電子大多填入f軌域，故稱該區塊為f區。這些元素也被稱作內過渡金屬。週期表中從第6週期開始的每個週期都各有14個f區元素。